# UFC Fight Night: Smith vs. Spann
UFC Fight Night: Smith vs. Spann (también conocido como UFC Fight Night 192 y UFC on ESPN+ 50) fue un evento de artes marciales mixtas producido por Ultimate Fighting Championship que tuvo lugar el 18 de septiembre de 2021 en las instalaciones del UFC Apex en Enterprise, Nevada, parte del área metropolitana de Las Vegas, Estados Unidos.

## Antecedentes
El combate de peso semipesado entre el ex aspirante al Campeonato de Peso Semipesado de la UFC Anthony Smith y Ryan Spann sirvió de evento principal.
Un combate de peso semipesado entre Ion Cuțelaba y Devin Clark ha sido reprogramado y se espera que tenga lugar en este evento. El combate estaba previsto para mayo en UFC on ESPN: Reyes vs. Procházka. Sin embargo, Clark se retiró del evento alegando una lesión.
En este evento tuvo lugar un combate de peso gallo entre Tony Gravely y Nate Maness. El emparejamiento estaba programado previamente para tener lugar en UFC on ESPN: Whittaker vs. Gastelum, pero se desechó después de que Maness fuera retirado del combate por razones no reveladas.
Un combate de peso gallo entre Montel Jackson y Danaa Batgerel estaba programado para el evento. Sin embargo, Batgerel fue retirado del evento por problemas de visa y sustituido por JP Buys.
Se esperaba que Cory McKenna se enfrentara a Emily Whitmire en un combate de peso paja femenino en este evento. Sin embargo, McKenna fue retirada del evento por una razón no revelada y fue sustituida por Hannah Goldy.
En el evento tuvo lugar un combate de peso mosca femenino entre la ex Campeona de Peso Mosca Femenino de KSW Ariane Lipski y la recién llegada a la promoción Mandy Böhm. El emparejamiento estaba previamente programado para tener lugar dos semanas antes en UFC Fight Night: Brunson vs. Till, pero fue retirado de la tarjeta durante la semana previa a ese evento ya que Böhm fue marginada debido a una enfermedad.
Se esperaba un combate de peso ligero entre Jim Miller y Niklas Motta. Sin embargo, una semana antes del evento, Miller dio positivo por COVID-19 y fue retirado del combate. Fue sustituido por el recién llegado a la promoción Cameron VanCamp. A su vez, el combate se canceló en los días previos al evento debido a una lesión no revelada de uno de los participantes.
Se esperaba un combate de peso ligero entre Dakota Bush y Zhu Rong en el evento. Sin embargo, la semana del evento, Bush dio positivo por COVID-19 y fue sustituido por Brandon Jenkins. En el pesaje, Zhu pesó 158 libras, dos libras por encima del límite de peso ligero sin título. El combate se desarrolló con un peso acordado y perdió el 20% de su bolsa a favor de su oponente.

## Resultados
1. ↑  A Alateng se le descontó un punto en el tercer asalto por agarrar repetidamente la jaula.

## Premios de bonificación
Los siguientes luchadores recibieron bonificaciones de $50000 dólares.
- Pelea de la Noche: No se concedió ninguna bonificación.
- Actuación de la Noche: Anthony Smith, Arman Tsarukyan, Nate Maness, y Joaquin Buckley